# 日本映画新社
株式会社日本映画新社（にっぽんえいがしんしゃ、Nippon Eiga Shinsha Co., Ltd）は、かつて存在した日本の映画会社である。
前身は、第二次世界大戦中にニュース映画、国策宣伝映画を量産した社団法人日本映画社である。2008年（平成20年）4月1日、同社のライブラリー業務を東宝ステラに移管し、2009年（平成21年）4月24日をもって解散した。

## 概要
政府関連団体や地方自治体、企業・民間団体、学校などのプロモーションビデオや、教材資料、テレビ番組の製作、ニュース映画のフィルムライブラリーの貸し出し、その他映像素材の販売・開発などを行っていた会社である。品川区上大崎に莫大な敷地を所有していた（現在はマンション「シティコート目黒」の4棟となっている）が、最終的な本社は東京都港区であった。

## 略歴
- 1939年 - 1951年 前史 ⇒ 日本映画社
- 1951年、株式会社日本映画社は、戦後の経営不振から、東宝の完全出資により、株式会社日本映画新社となる。
- 1952年、戦前から「日本ニュース」として上映していたニュース映画は、朝日新聞社との提携により「朝日ニュース」となる。
- 1953年、NHK総合テレビ放送開始（2月1日）に伴い、NHKニュースへの映像提供を行うが、わずか半年で終了する[2]。
- 1956年、カラコルムに取材した長編記録映画『カラコルム』、ベルリン国際映画祭で銀熊賞受賞。
- 1957年、南極大陸に取材した長編記録映画『南極大陸』公開。
- 1962年、東京映画の東京映画撮影所が世田谷区に移転し、JR目黒駅近くの膨大な敷地の同撮影所に入居、日映新社撮影所（品川区上大崎）とする[1]。
- 1968年、長編記録映画『ニイタカヤマノボレ』公開。
- 1975年、「朝日ニュース」1555号から、上映サイクルが週間から隔週となる。
- 1976年、朝日新聞社との提携を4月27日で解消、同年4月28日から独立した「日本ニュース」として再スタートする。
- 1985年、「日本ニュース」の公開サイクルが隔週から、3週間に1回になる。
- 1992年、「日本ニュース」1992年第13号（通算1944号）で終刊。
- 2002年、上大崎から港区新橋に移転[1]。
- 2008年、記録映像を東宝子会社の東宝ステラに移管[1]。
- 2009年、解散[1]。

## 版権
同社が管理する版権は下記の通り。2008年にすべて東宝ステラに移管された。
1. 株式会社日本映画新社の製作物
2. 1.の前身である社団法人日本ニュース映画社、社団法人日本映画社、株式会社日本映画社の製作物
3. 東宝の前身である東宝映画株式会社文化映画部の製作物
4. 3.の前身である株式会社写真化学研究所、株式会社ピー・シー・エル映画製作所、株式会社ゼー・オースタヂオの非劇映画製作物
5. 3.の文化映画部に設置された東宝國策映画協会の製作物（『皇道日本』、1939年）
6. 東宝教育映画部、およびその後身の東宝教育映画株式会社の劇映画を含む製作物

1954年までのニュース映画素材と版権は、その後日本放送協会に譲渡され、「NHK戦争証言アーカイブス」のひとつとしてインターネット公開が進んでいる。また1946年までのほとんどの作品が川崎市市民ミュージアムで、一部素材が昭和館で上映された。1955年から65年のニュース素材は同社がデジタルアーカイヴ化し、ブログに公開していたが、現在は諸般の事情で中止となっている。

## 日本ニュース
1951年に第312号まで上映された「日本ニュース」は、1952年に朝日新聞社との提携により「朝日ニュース」として再出発したが、その第1号が日本ニュースとしての通算331号として扱われた。このため、日本ニュースの313号から330号は欠番となっている。この欠番の製作された形跡はない。日映新社側はこの件を、終戦直後に同社が経営難に陥った混乱期から、「三一三」の縦書きをスタッフが「三三一」と誤って確認したものではないかと推測している。一方、朝日新聞社史によれば、戦前の「朝日世界ニュース」が330号で打ち切られていたため、この続編として敢えて331号からスタートしたとのことである。
「朝日ニュース」は第1582号まで製作され終了。また「日本ニュース」に戻るが、号数はそのまま継承し再スタート第1号は、1583号となった。しかし、1979年12月19日発行・1678号を最後に通算号数の表示はなくなり、1980年以後は「西暦年数+その年の発行号数」（例「1980年・第1号」）とされた（東宝ステラ『映像資料館・日映アーカイブ』ホームページより）。

## テレビ番組の制作
- ドキュメント昭和（1975年4月-12月　大阪市の朝日放送テレビと共同制作で、大阪のスタジオで収録）

## 註
1. 1 2 3 4 5  日映社歴、日本映画新社、2009年10月10日閲覧。
2. ↑  古田尚輝「テレビジョン放送における「映画」の変遷」『成城文藝』第196巻、成城大学文芸学部、2006年9月、266-213頁、ISSN 0286-5718、CRID 1050001202589575424。
3. ↑  短編作品について、日映アーカイブ、東宝ステラ、2009年10月10日閲覧。
4. ↑  #外部リンク欄、「朝日ニュース昭和映像ブログ」リンク先の記述を参照。二重リンクを省く。